# Uykuluk
L'Uykuluk o Uykuluk şiş és un plat de la cuina turca, que consisteix en lletons de xai fets amb una broqueta (şiş) a sobre d'una ızgara o graella (uykuluk ızgara). És un menjar de carrer a Turquia, "capital dels menjars, de xai, de carrer al món", segons el crític de gastronomia Brian Yarvin. Els jueus turcs també tenen present l'uykuluk ızgara a la seva cuina. A Turquia no s'acostuma a menjar lletons de bou.